# Kapitänsbild

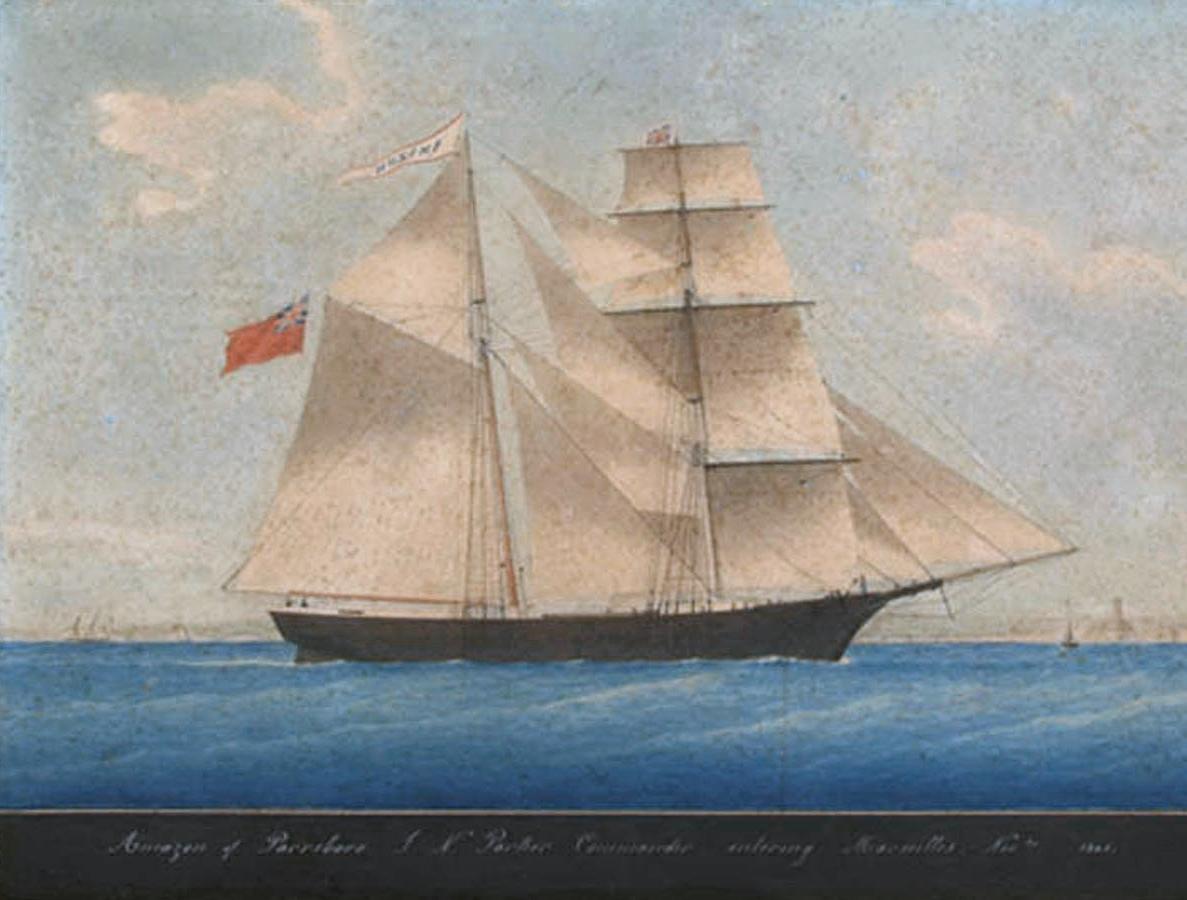
Die amerikanische Schonerbrigg Amazon (1861)

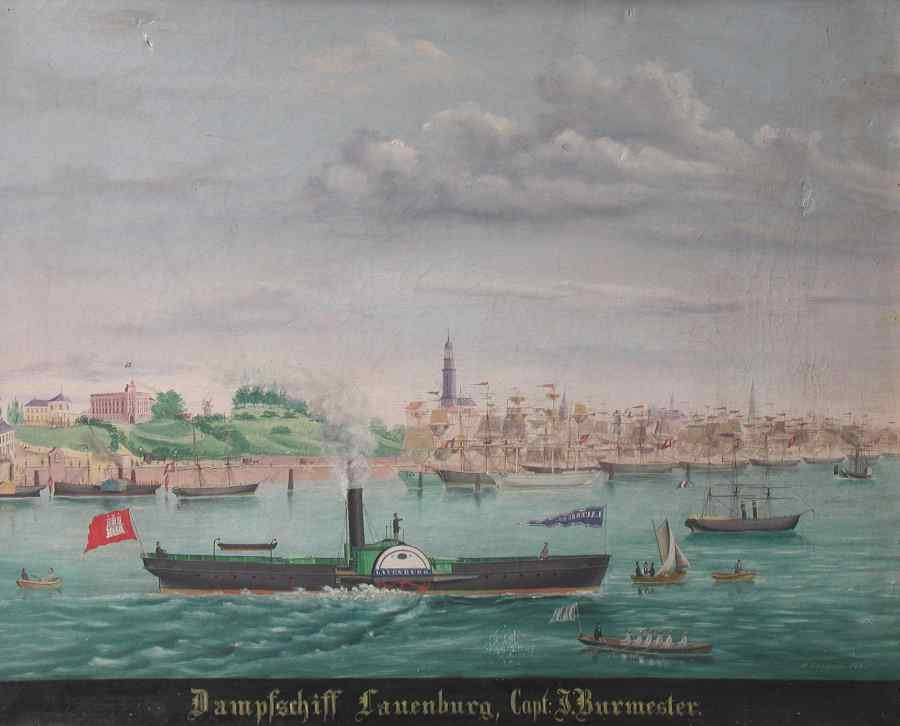
Ein Kapitänsbild – Das Dampfschiff Lauenburg des Kapitäns J. Burmester in Hamburg

Das Kapitänsbild ist eine Bildgattung der gegenständlichen Malerei, die dem Genre der Marinemalerei zuzuordnen ist. Gegenstand eines solchen Bildes ist die dokumentarische Darstellung eines Schiffes, das meist im Auftrag des Kapitäns als Erinnerungsstück angefertigt wurde. Kapitänsbilder waren vor allem vom 18. bis zum frühen 20. Jahrhundert verbreitet. Danach löste die Fotografie das handwerkliche Schiffsporträt ab. Die Gemälde, Zeichnungen und Aquarelle wurden in den Häfen der ganzen Welt von darauf spezialisierten Malern angefertigt. Heute erfreuen sich diese oft volkstümlich-naiven Schiffsporträts in Sammlerkreisen wieder großer Beliebtheit.

## Geschichte
Das Genre des Kapitänsbildes entstand wohl um die Mitte des 18. Jahrhunderts in Italien, als einige begabte Handwerker nach einer neuen Einnahmequelle suchten. In den Häfen sprachen diese Künstler die Offiziere und Kapitäne der Handels- und Kriegsschiffe an und erboten sich, naturgetreue Abbildungen dieser Schiffe herzustellen.
Besonders beliebt waren die Bilder im 19. Jahrhundert. Aus dieser Zeit sind auch die meisten Exemplare in den maritimen Sammlungen und Museen überliefert. Nach dem Ersten Weltkrieg verschwanden die letzten Segelschiffe aus den Häfen. Auch die Schiffsporträts kamen in dieser Zeit aus der Mode und wurden durch die Fotografie verdrängt. Viele ehemalige Maler wurden dadurch zu Schiffsfotografen. Diese Entwicklung vollzog sich jedoch über mehrere Jahrzehnte. Seit der Mitte des 19. Jahrhunderts waren viele Schiffsporträtisten sowohl Maler wie auch Fotografen, richteten sich also nach den Wünschen des Kunden. Nach dem Zweiten Weltkrieg wurden die oft sehr dekorativen Darstellungen von maritim Interessierten wiederentdeckt. Einige Firmen bieten heute wieder Reproduktionen oder Nachschöpfungen an, gelegentlich gibt sogar ein moderner Kapitän wieder ein Kapitänsbild bei einem Marinemaler in Auftrag.

## Die Bilder
Die meisten Kapitänsbilder zeigen das Schiff in Seitenansicht unter vollen Segeln. Manchmal erscheint dasselbe Schiff sogar mehrmals aus verschiedenen Blickwinkeln auf dem Bild. Neben der traditionellen Seitenansicht ist da etwa eine Heckansicht wiedergegeben. Die See ist mal ruhig, mal bewegt. Dramatische Szenen, wie etwa Havarien oder Seestürme sind selten. Oft sind andere Schiffe im Hintergrund zu sehen, auch Häfen oder Küstenabschnitte wurden gerne dargestellt. Häufig finden sich am unteren Rand die Namen des Schiffes und des Kapitäns. Abgebildet wurden alle gängigen Schiffstypen bis auf Klein- und Fischereifahrzeuge, die nur sehr selten als Hauptmotiv dargestellt wurden. Die Maler bleiben in der Regel anonym. Gelegentlich lassen sich Signaturen oder Initialen auf den Bildern feststellen, die aber nur selten konkreten Künstlern zuzuordnen sind. Die Schöpfer dieser, von der akademischen Kunstwissenschaft bisher wenig beachteten Schiffsporträts sahen sich überwiegend nur als Handwerker, das Genre erhob nur selten den Anspruch, als „Kunst“ zu gelten. Jedoch finden sich auch durchaus hochrangige Künstler unter den Schiffsmalern. So konnte sich beispielsweise der Engländer John Huggins (1781–1845) zum Hofmaler hocharbeiten.
Da die Darstellungen „von Fachleuten für Fachleute“ angefertigt wurden, sind die technischen Details meist äußerst korrekt wiedergegeben. Oft bedienten sich die Künstler etwa der Segelrisse oder Takelpläne der Vorbilder. Aus diesem Grund gelten die Bilder auch als wertvolle kulturhistorische Quellen zur Geschichte der Seefahrt, auf denen auch längst verschwundene Schiffstypen akkurat dokumentiert wurden. Sogar die manchmal abgebildeten Mannschaften sind nicht bloße Staffage, stets sind die dargestellten Tätigkeiten eindeutig identifizierbar.
Gelegentlich wurden die Schiffsporträts auch in anderen künstlerischen Techniken ausgeführt. Hier sind etwa Stickereien oder Halbmodelle aus verschiedenen Materialien zu nennen. Eine Besonderheit sind auch die flämischen Hinterglasmalereien, die hauptsächlich in Ostende und Antwerpen entstanden. Kapitänsbilder erscheinen auch auf den Porträts der Kapitäne und Reeder in den Kontoren und Wohnstuben der Handelsstädte. Oft wurden hier – heute verlorene – reale Schiffsporträts dokumentiert.
Größere Sammlungen von Kapitänsbildern besitzen etwa das Schifffahrtsmuseum in Rostock, das Kulturhistorische Museum in Stralsund, das Altonaer Museum in Hamburg, das Schiffahrtsmuseum der oldenburgischen Unterweser in Brake, das Museum für Volkskunde in Schwerin und das Windjammer-Museum in Barth mit der Privatsammlung Reeckmann.